# Monte Babadag
Il monte Babadag (in russo Бабадаг?; azero: Babadağ) è un picco montuoso dell'Azerbaigian (distretto di Quba) nella parte orientale della catena spartiacque del Gran Caucaso. Si trova vicino alle sorgenti del fiume Qaraçay. Ai piedi della montagna hanno origine anche i fiumi Göyçay çayı, Girdimançay e Vəlvələçay.
Il picco è alto 3629 m.